# Schloss Kalsdorf

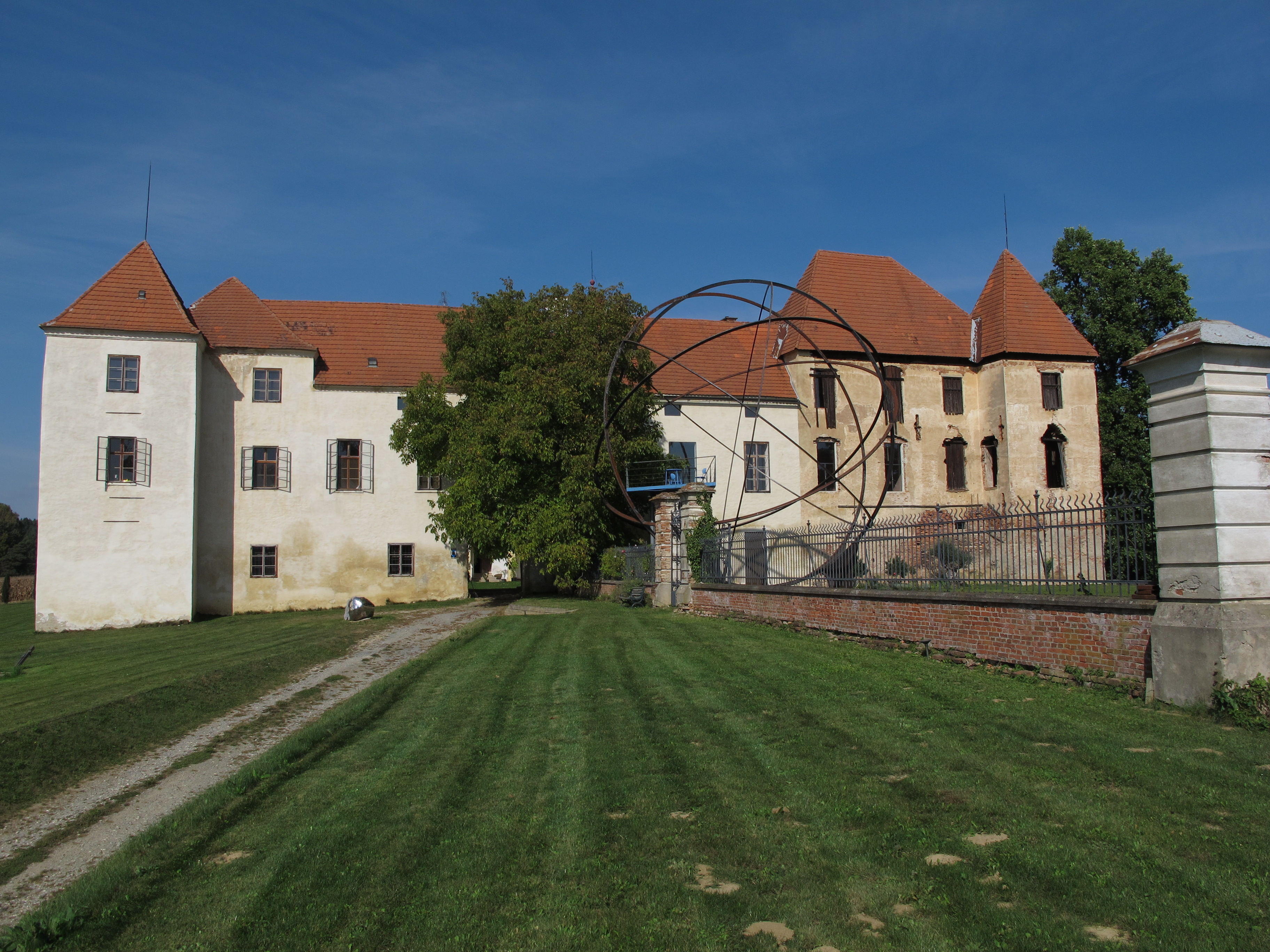
Schloss Kalsdorf in Kalsdorf bei Ilz

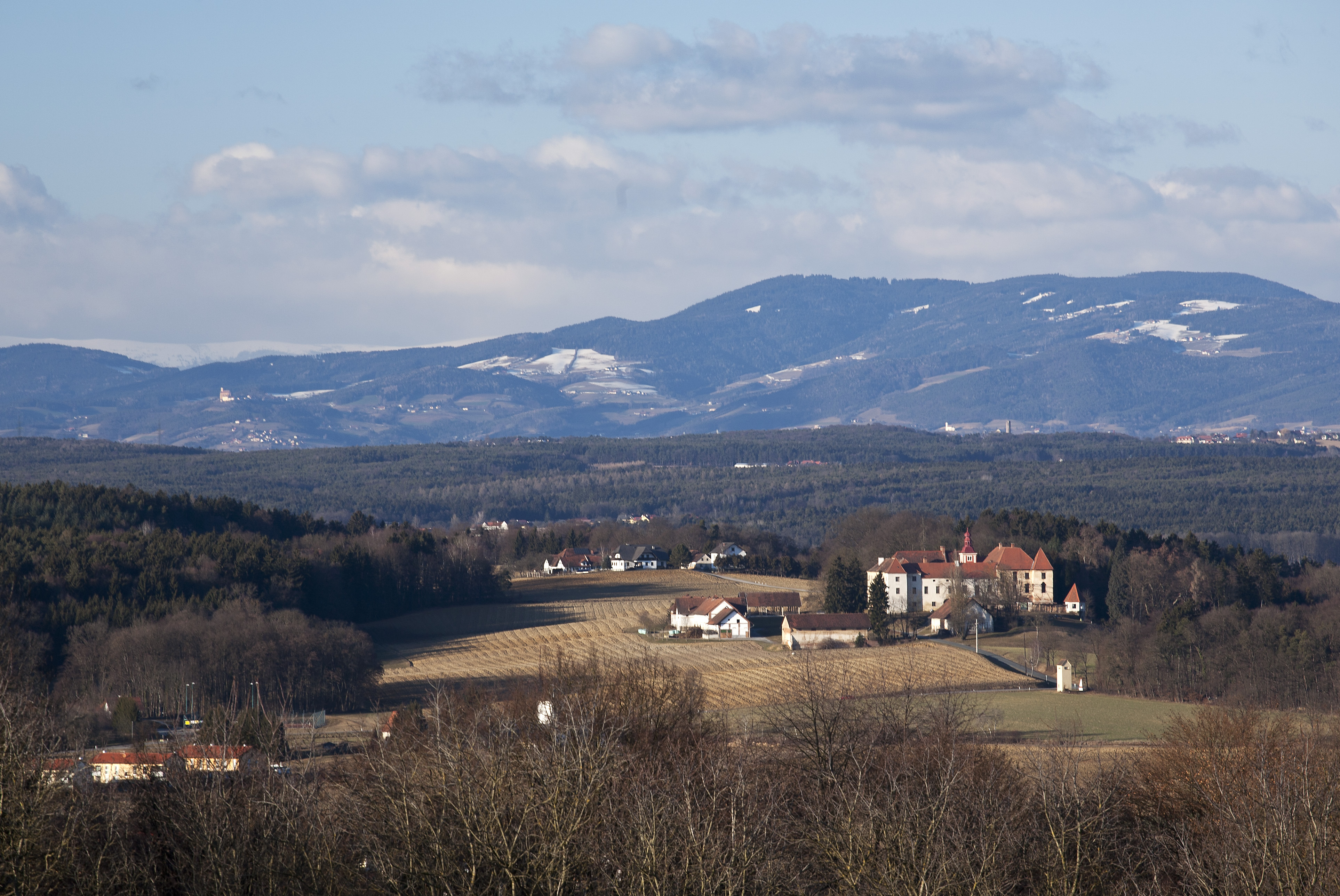
Schloss Kalsdorf mit Landschaft

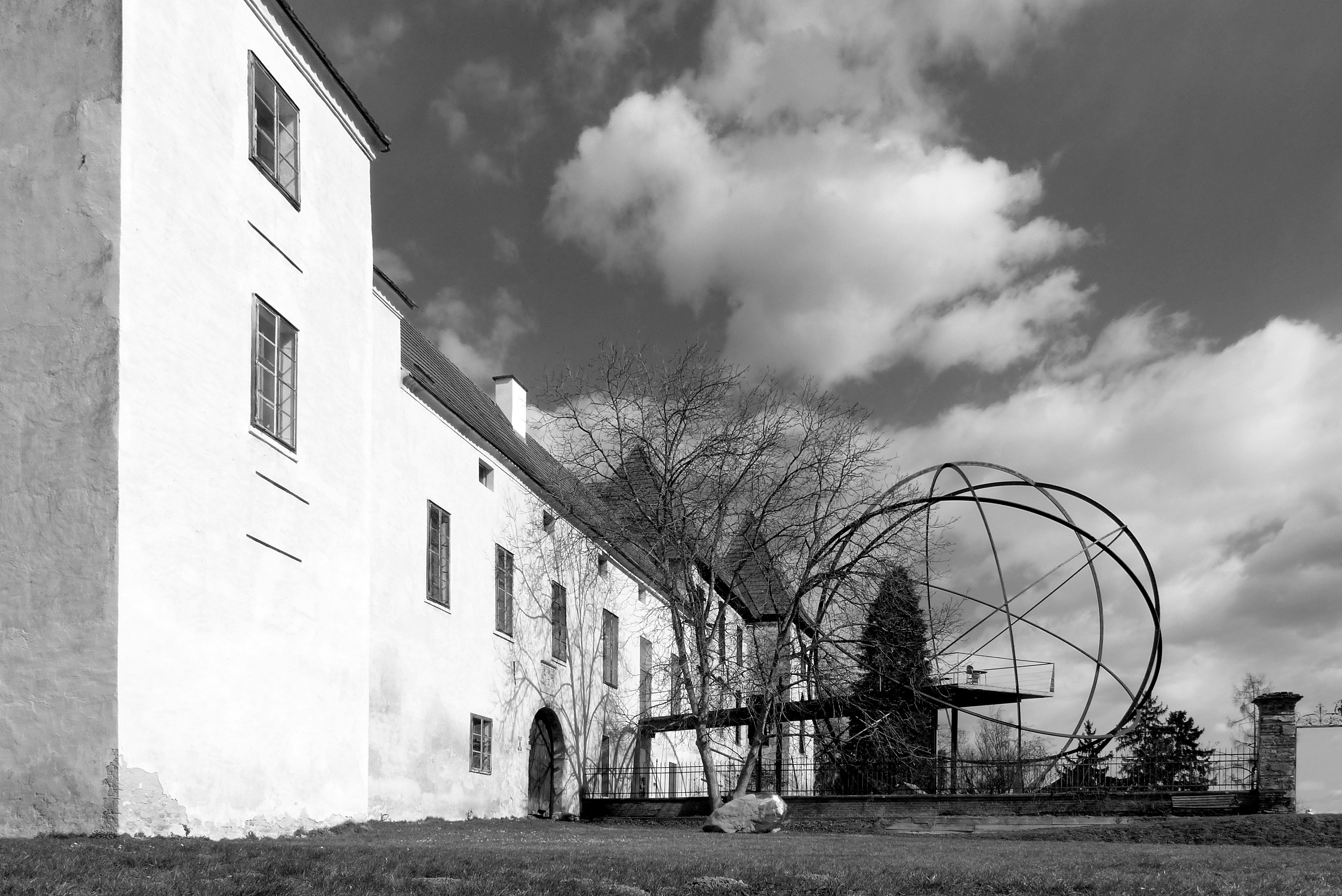
Südfront mit Ecktürmen mit Sphäre von Hartmut Skerbisch

Das Schloss Kalsdorf steht im Ort Kalsdorf bei Ilz in der Marktgemeinde Ilz in der Steiermark. Das Schloss steht unter Denkmalschutz (Listeneintrag).

## Geschichte
Ein Hof wurde 1419 urkundlich genannt. Das Anwesen stand bis 1630 im Besitz der Herbersdorfer. Der Nord- und Westtrakt wurde unter den Herbersdorfern erbaut. Das Portal am Nordtrakt zeigt die Jahresangabe „1548“, das Hauptportal die Jahresangabe „1579“. Von 1656 bis 1840 gehörte das Schloss den Grafen Wildenstein, welche ab der 2. Hälfte des 17. Jahrhunderts den Ost- und Südflügel angebaut hatten. Im Zweiten Weltkrieg wurde der Ost- und Südflügel des Schlosses schwer beschädigt und 1947 wieder errichtet. Seit Mitte der 1990er Jahre ist das Schloss im Besitz des Galeristen Helmut Reinisch. Es finden seitdem ein- bis zweimal im Jahr nachts Ausstellungen statt.

## Architektur
Der dreigeschoßige Vierflügelbau hat einen quadratischen Innenhof. Die zweigeschoßigen Hofarkaden stehen im Erdgeschoß auf Mauerpfeilern und im Obergeschoß auf schlanken Steinsäulen. Der Ostflügel hat eine dreigeschoßige Pfeilerarkade im Hof, der Südflügel hat zwei vorspringende Ecktürme mit Pyramidendächern und ein Hauptportal mit dem Wappenstein der Familie Herbersdorfer-Lengheim.
Zwei steinerne Löwen, die sich ursprünglich seitlich des Stiegenaufganges des Hauses Mariahilfer Straße Nr. 1 in Graz, später vor der ehemaligen Thomaskapelle auf dem Grazer Schloßberg befanden, kamen zum Schloss Kalsdorf. Ein steinerner Löwe steht heute bei der Landwirtschaftlichen Fachschule Hatzendorf. Der zweite Löwe befindet sich im Universalmuseum Joanneum in Graz. 